# Leithum
Leithum (luxemburgisch Leetemⓘ) ist eine Ortschaft in der Gemeinde Weiswampach, Kanton Clerf im Großherzogtum Luxemburg.

## Lage
Leithum liegt im Nordwesten Luxemburgs direkt an der Grenze nach Belgien. Nachbarorte sind im Westen Beiler, im Norden Lascheid und im Osten Oberhausen, beide Dörfer liegen in Belgien.

## Allgemeines
Leithum ist ein kleines ländlich geprägtes Dorf. Den Ortsmittelpunkt prägt die Kirche St. Mariä Empfängnis, eine kleine Saalkirche aus dem Jahr 1877.